# Caspar de Crayer

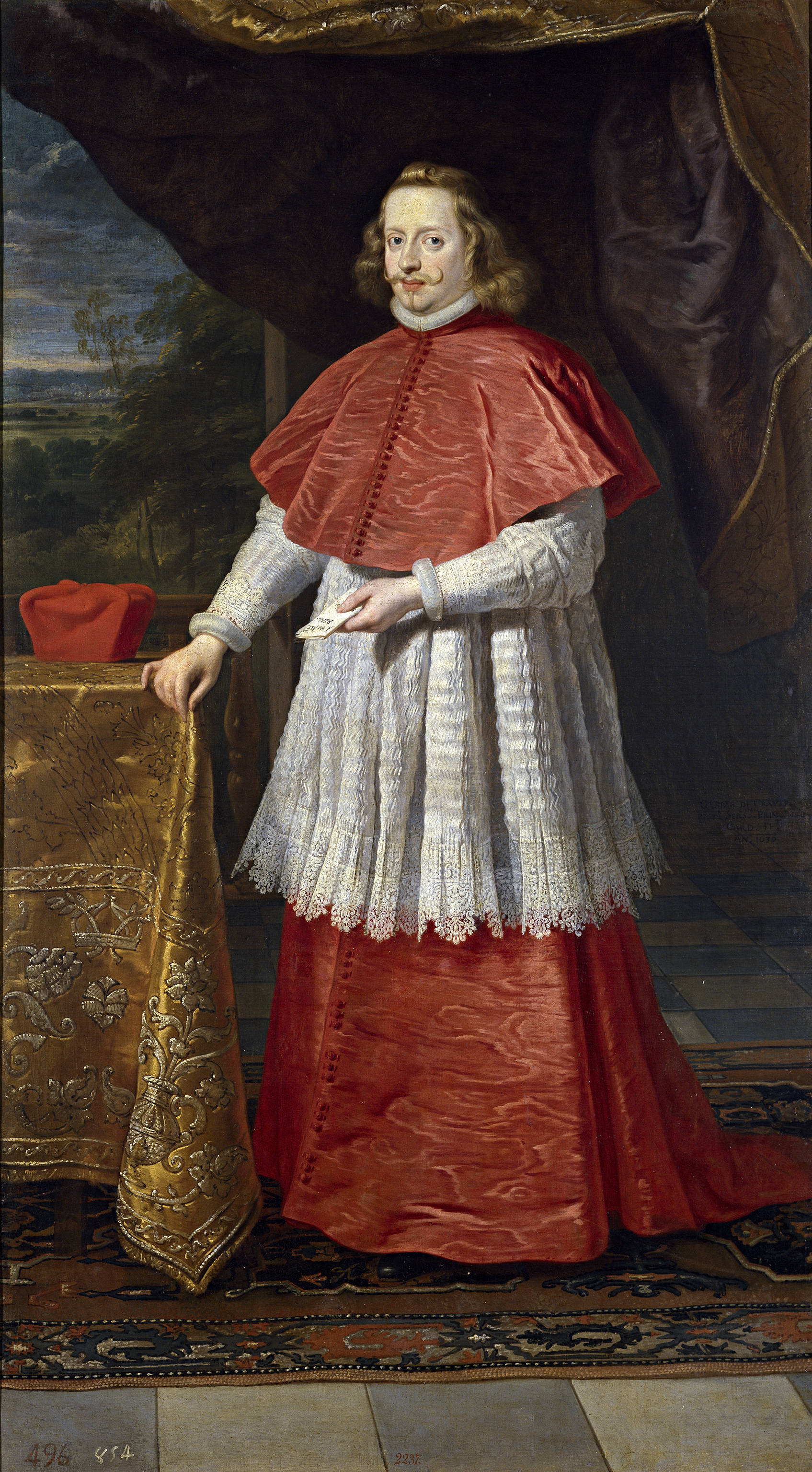
Portret Ferdynanda Habsburga, 1639

Caspar de Crayer (także Gaspard i Caspar de Crayer) (ochrz. 18 listopada 1584 w Antwerpii, poch. 27 stycznia 1669 w Gandawie) – flamandzki malarz i rysownik. 
W 1641 został malarzem nadwornym króla Filipa IV Habsburga. Był jednym z najlepszych naśladowców Rubensa, a nawet uważany za jego konkurenta. Malował obrazy o tematyce religijnej i portrety. Jego prace zdobią liczne kościoły flamandzkie, a także muzea Gandawy i Brukseli. 

## Wybrane prace
- Koronacja św. Rozalii, Gandawa,
- Różaniec, Bruksela,
- Zaraza w Mediolanie, Nancy.